# AirAsia India
AirAsia India là một hãng hàng không giá rẻ Ấn Độ-Malaysia. Hãng hàng không này bắt đầu hoạt động vào ngày 12 tháng 6 năm 2014. AirAsia India là hãng hàng không đầu tiên có vốn nước ngoài tại quốc gia này. AirAsia India được thành lập bởi sự hợp tác giữa Tập đoàn Tata Group của Ấn Độ với hãng hàng không giá rẻ AirAsia. Đây là một liên doanh với Air Asia Berhad nắm giữ 49% cổ phần, Tata Sons nắm giữ 30% và Telestra Tradeplace nắm phần cổ phần còn lại 21% trong hãng hàng không này. Liên doanh cũng sẽ đánh dấu trở lại ngành hàng không của Tata sau 60 năm.
Hãng hàng không này sẽ hoạt động với mức chi phí thấp nhất thế giới với chỉ 1,25 rupee Ấn Độ (2,1 cent dollar Mỹ)/chỗ ngồi/km và một số tải và điểm hòa vốn với tỷ lệ ghế có khách 52%. Hãng sẽ hedging nhiên liệu (mua nhiên liệu với giá cố định) trong 3 năm tới. Hãng cũng dự tính thời gian cách quãng giữa hai chuyến bay kế nhau của một tàu bay là 25 phút.